# Caçapava do Sul
Caçapava do Sul es un municipio brasileño del estado de Rio Grande do Sul.
Se encuentra ubicado a una latitud de 30º30'44" Sur y una longitud de 53º29'29" Oeste (30°30′44″S 53°29′29″O / -30.51222, -53.49139), estando a una altitud de 444 metros sobre el nivel del mar. Su población estimada para el año 2004 era de 34.656 habitantes.
Ocupa una superficie de 3044,8 km². En ella se produce el 80% de caliza en Rio Grande do Sul. La ciudad fue segunda capital de la República Riograndense  entre los años 1839 y 1840.